# Porotrichum plumosum
Porotrichum plumosum är en bladmossart som beskrevs av Ferdinand François Gabriel Renauld och Jules Cardot 1894. Porotrichum plumosum ingår i släktet Porotrichum och familjen Neckeraceae. Inga underarter finns listade i Catalogue of Life.